# Otto Fricke (politicus, 1965)
Otto Fricke (Krefeld, 21 november 1965) is een Duitse politicus (FDP). Van 2005 tot 2009 was hij voorzitter van de begrotingscommissie van de Duitse Bondsdag en van 2009 tot 2013 een van de vier parlementaire Geschäftsführer van de FDP-fractie.

## Biografie
Otto Fricke ging na de middelbare school van  1985 tot 1986 in militaire dienst bij de luchtmacht, die hij zowel in Duitsland als Nederland uitoefende.
Hij is getrouwd en heeft drie kinderen. Hij is aangesloten bij de Evangelische Kerk.

### Studie en advocatuur
Van 1986 tot 1992 studeerde hij rechten aan de Albert Ludwig Universiteit in Freiburg. Sinds zijn studie is hij lid van de academische vereniging Albingia-Schwarzwald-Zaringia. Zijn juridische stage liep hij bij de FDP-fractie in Noordrijn-Westfalen en in 1995 slaagde hij voor zijn tweede staatsexamen in Düsseldorf. Hij werd in 1995 toegelaten tot de balie.
Begin februari 2014 werd Otto Fricke partner in het Berlijnse kantoor van het managementadviesbureau Communications & Network Consulting (CNC). Sinds januari 2010 is hij lid van de raad van toezicht van World Vision Germany.

### Freie Demokratische Partei (FDP)
Fricke is sinds 1989 lid van de FDP. Van 1996 tot 1998 en opnieuw sinds 2002 is hij plaatsvervangend voorzitter van de districtsvereniging in Krefeld. Van 1996 tot 2002 was hij parlementair adviseur voor juridisch beleid en parlementair recht van de fractie. Van 2012 tot 2013 was hij bondspenningmeester van zijn partij. In mei 2015 werd hij penningmeester van de FDP Noordrijn-Westfalen. Sinds 2015 is hij Beisitzer in het bondsbestuur.
Fricke is lid van de Ludwig-Erhard-Stiftung die zich richt op de versterking en ontwikkeling van de sociale markteconomie.
Fricke spreekt goed Nederlands en staat in goed contact met Nederlandse liberalen uit D66 en de VVD. Hij wordt geregeld in Nederland uitgenodigd voor praatprogramma's over politiek, zoals Buitenhof en de podcasts De Wereld en Oosterburen van BNR.

### Parlementslid
Fricke was van 2002 tot 2013 vanuit Noordrijn-Westfalen lid van de Bondsdag, waaronder van 2005 tot 2009 voorzitter van de begrotingscommissie en een van de twaalf leden van de kiescommissie die op dat moment nog rechtstreeks de helft van de rechters van het Federale Constitutionele Hof benoemde. Op 26 oktober 2009 werd hij door zijn fractie verkozen tot een van de vier parlementaire Geschäftsführer. Toen zijn partij bij de verkiezingen van 2013 de kiesdrempel van vijf procent niet haalde, verloor hij zijn zetel in de Bondsdag.
In 2017 maakte hij zijn rentree in de Bondsdag en werd hij lid van de begrotingscommissie. Daarnaast is hij plaatsvervangend lid in de Commissie voor Cultuur en Media en in de verkiezingscommissie.